# Vincenzo Geremia
Vincenzo Geremia detto il Porcellana (Acireale, 28 settembre 1575 – Acireale, 13 giugno 1679) è stato un ingegnere, inventore, architetto e poeta italiano specializzato in ingegneria militare.

## Biografia
Vincenzo Geremia nacque e visse per ben 103 anni ad Acireale. Aveva una personalità molto eclettica, tanto che i concittadini lo credevano dotato di poteri magici: fu poeta, ingegnere, matematico, inventore ed artista.

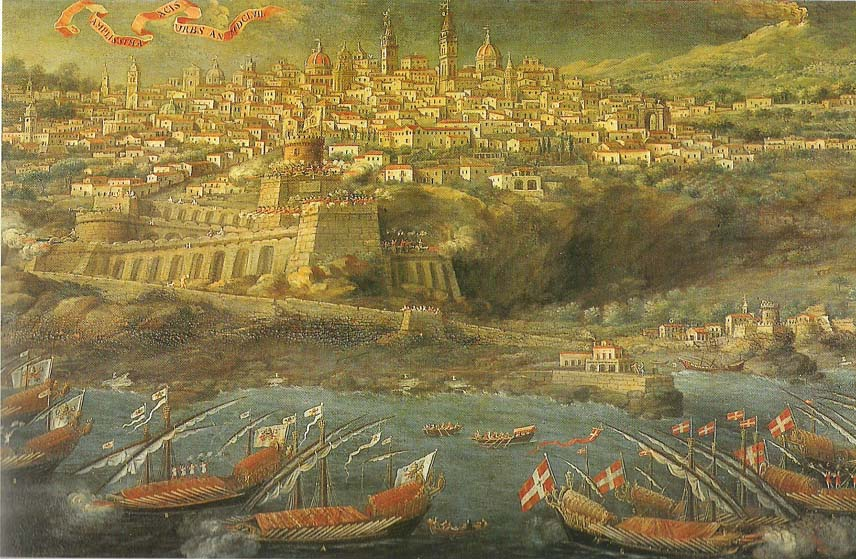
Acireale in un dipinto di G.Platania, del 1657. Sono visibili il porticciolo di S.M.La Scala e le fortificazioni del Tocco.

L'apice della fama lo raggiunse quando eseguì alcuni progetti per conto del papa Clemente X.
Iniziò ad avere incarichi di rilevanza dal 1582, quando realizzò il progetto della Torre di Sant'Anna a Capomulini (Acireale), ma fra le sue principali opere, si ricorda la Fortezza del Tocco, nell'ambito del più vasto progetto delle Torri costiere della Sicilia, che seppur su progetto di Camillo Camilliani, egli seppe interpretare e adattare con diversi ingegnosi lavori di ampliamento, e aggiunse anche un cannoncino portatile (1595-1606).
Il cannoncino portatile, fu poi esaminato alla Esposizione Nazionale di Palermo del 1892 da alcuni esperti che lo ritennero il primo esemplare di artiglieria leggera, in anticipo addirittura rispetto a Gustavo II Adolfo di Svezia, generalmente ritenuto l'ideatore del fuoco mobile di massa. Attualmente il cannoncino è esposto alla Pinacoteca Zelantea di Acireale.
Il Porcellana fu anche patriota: nel 1675, quando le truppe francesi, giunte in soccorso della rivoltosa Messina, minacciavano la città di Acireale si prodigò per realizzare alcuni cannoni da difesa.
Al suo ingegno si devono alcune invenzioni di macchine belliche nel corso del XVII secolo. Come ingegnere civile si occuperà di progettare ed eseguire alcune costruzioni per riparare il porto di S.M. La Scala che resistettero per oltre due secoli ai flutti del mare.
Come esempio della sua poesia è rimasto un poema: Il Sebastiano, Tragedia sacra (In Messina, Per gli Heredi di Pietro Brea,1634), di cui fortunatamente si è rintracciata una copia.